# Armada Nacional del Líbano
La Armada Libanesa ( en árabe: القوات البحرية اللبنانية) es la Armada de las Fuerzas Armadas del Líbano. La Armada Libanesa fue fundada en 1950 y tiene su sede en la base naval de Beirut, la primera base naval del Líbano. La Armada, actualmente carece del equipamiento adecuado y cuenta con un número de aproximadamente 69 buques de diferentes tamaños y funciones; sin embargo, la Armada está tratando de modernizarse y de aumentar su tamaño. La bandera de la Armada libanesa representa un barco fenicio con el cedro libanés, colocado en un ancla sobre la inscripción en árabe con el nombre de la marina.
El gobierno libanés aprobó el 16 de enero de 2009 una solicitud del ministerio de defensa nacional, para construir una nueva base naval en las costas del campo de refugiados palestinos de Nahr el-Bared, en el norte del Líbano.

## Historia
Las fuerzas de la Armada libanesa fueron establecidas en 1950 y estaban ubicadas en el puerto de Beirut. En 1972, fueron trasladadas a Jounieh, después de obtener la autoridad sobre los edificios de la Base Naval de Jounieh. Después de la guerra civil libanesa, las tropas regresaron a la base naval de Beirut.

### Guerra del Líbano de 2006
Durante la Guerra del Líbano de 2006, las Fuerzas navales libanesas a lo largo de la costa libanesa llevaron a cabo operaciones activas de detección temprana de drones de la Armada israelí. Estos drones israelíes atacaron determinados puestos militares, lo que provocó víctimas y heridos entre el personal militar. La Armada libanesa también ayudó a limpiar la contaminación por petróleo causada por los tanques de combustible atacados en la central eléctrica de Jiyeh.

### Campamento de Nahr el Bared
Durante los combates internos entre el ejército libanés y los grupos islamistas en el campamento de refugiados palestinos de Nahr el-Bared, ubicado cerca de Trípoli, la marina libanesa detuvo e interceptó todos los suministros que llegaban a los yihadistas y pudo impedirles escapar por mar.

### Operaciones de rescate
El vuelo 409 de Ethiopian Airlines era un vuelo comercial internacional programado desde Beirut a Adís Abeba que se estrelló en el mar Mediterráneo poco después de despegar del Aeropuerto Internacional Rafic Hariri el 25 de enero de 2010, matando a las 90 personas que iban a bordo. A la mañana siguiente del accidente, las autoridades libanesas informaron que localizaron el lugar del accidente a 3 kilómetros frente a la costa frente a la aldea de Naameh, a 45 metros bajo el agua.
La búsqueda de supervivientes fue realizada por el Fuerzas Armadas del Líbano, utilizando helicópteros Sikorsky S-61, apoyados por la Armada libanesa. El 7 de febrero, los buzos del ejército libanés recuperaron la grabadora de datos de vuelo y la grabadora de voz de cabina del avión.
Al momento de encontrarlo, al avión le faltaba una unidad de almacenamiento de memoria. Se informó que la misma había sido recuperada el 16 de febrero.
Todos fueron enviados a la Oficina de Investigación y Análisis para la Seguridad de la Aviación Civil, ubicada en Francia, para su posterior análisis. Los cuerpos de los fallecidos fueron recuperados del mar el 23 de febrero.

#### Embarcaciones de emigrantes
- 22 de septiembre de 2022 – Al menos 94 personas murieron cuando un barco que transportaba migrantes del Líbano volcó frente a las costas de Siria. Nueve personas sobrevivieron. Muchos fueron declarados desaparecidos, y algunos fueron encontrados muertos o heridos.[7]

- 23 de abril de 2022 – 6 personas murieron y alrededor de 50 fueron rescatadas después de que un barco sobrecargado se hundiera frente a las costas de Trípoli, en el Líbano.[8]

- 24 de septiembre de 2023 – La Armada libanesa rescató a 27 emigrantes de un barco que se hundía frente a las costas del norte del Líbano.[9]

- 7 de octubre de 2023 – La Armada libanesa rescató a 124 ciudadanos libaneses y sirios a bordo de un barco de inmigración ilegal frente a las costas de Al-Mina.[10]

- 17 de diciembre de 2023 – Las fuerzas navales libanesas rescataron a 51 personas de un barco de emigrantes que se hundía.

## Equipamiento
El 19 de febrero de 2015, la agencia de prensa saudí citó a un funcionario saudí que decía que Arabia Saudita había detenido el programa de 3000 millones de dólares en ayuda militar para ofrecer suministros militares al Líbano. La Armada libanesa no dispone de ningún buque operativo capaz de maniobrar en condiciones meteorológicas difíciles, y se enfrenta a dificultades para llevar a cabo misiones de búsqueda y rescate, seguridad marítima, protección del medio ambiente marino, aplicación de la ley marítima y control del tráfico ilegal de emigrantes hacia Europa. Además, el Líbano pretende ofrecer protección a las futuras instalaciones de gas natural y hacer cumplir la ley y la autoridad del Estado en las aguas territoriales libanesas. El Líbano cuenta con la ayuda militar de los Estados Unidos, para equiparse con buques multifunción y con una amplia gama de capacidades como el buque RiverHawk OSV 60.
En mayo de 2021, los Estados Unidos anunciaron que donarían siete barcos a la Armada libanesa 

### Estaciones costeras de radar
La Armada libanesa está a cargo de las estaciones de radar de vigilancia costera; en 1992 se establecieron tres estaciones en Trípoli, Sidón y Tiro, a las que siguieron mejoras y nuevas estaciones en 1997. Sin embargo, durante la Guerra del Líbano de 2006, todas las estaciones de radar fueron bombardeadas por la Armada israelí. Después de terminar la guerra, Alemania y Líbano firmaron un acuerdo bilateral para establecer la Organización de Radares Costeros, cuyo objetivo era crear y consolidar una cadena de siete estaciones de radar costeras, con capacidad para cubrir toda la costa mediterránea del Líbano. Tres de estas estaciones eran antiguas y fueron remodeladas con nuevos equipos e instalaciones; las otras cuatro son instalaciones nuevas.

## Entrenamiento
Las Fuerzas navales Libanesas envían a casi todos sus oficiales de la Armada a entrenarse en el extranjero, a diversos países europeos y a los Estados Unidos. Cada país ofrece un entrenamiento diferente dependiendo de la especialidad de cada oficial. Los oficiales enviados a los Estados Unidos han recibido formación en guerra naval de superficie y han recibido capacitación con la Guardia Costera de Estados Unidos. Muchos ingenieros de las Fuerzas navales libanesas se dirigen a Francia, donde reciben formación sobre detección, transmisión y artillería. Las habilidades utilizadas en gran parte de las tareas internas de las Fuerzas navales libanesas, desde los cursos iniciales de personal, el entrenamiento anfibio y la lucha contra las drogas en el mar, se enseñan en academias británicas. Las capacidades de las Fuerzas navales libanesas no son increíblemente diversas, ni necesariamente avanzadas al nivel de los países europeos, debido a sus limitados recursos humanos y equipos.

## Cooperación con la UNIFIL MTF
La existencia de la Fuerza Provisional de las Naciones Unidas para el Líbano ayudó a la Armada libanesa a mejorar las habilidades de su personal mediante ejercicios conjuntos periódicos y cooperación diaria. Tras la llegada de la UNIFIL MTF a la región (después de la Guerra del Líbano de 2006), la Armada libanesa comenzó a trabajar conjuntamente con la fuerza de tareas marítima de la UNIFIL y con la Armada italiana, con el fin de asegurar un resultado exitoso de la operación de paz asignada.